# Puerto de Caen
El Puerto de Caen o el Puerto de Caen-Ouistreham (en francés: Port de Caen-Ouistreham) es el puerto y la autoridad portuaria de la ciudad normanda de Caen, Francia. 
El puerto de Caen se compone de una serie de cuencas en el Canal de Caen à la Mer, que une Caen con Ouistreham, a 15 km (9,3 m) aguas abajo, en el Canal Inglés. 
El puerto de Caen estaba originalmente compuesto únicamente por el Bassin Saint-Pierre, en el centro de Caen. El Incremento en el tráfico explica la excavación y la creación de cuatro más, el Bassin Nouveau (cruceros), Bassin de Calix, Bassin de Hérouville (varios) y Bassin de Blainville (cereales). Un nuevo canal, así como una nueva instalación (para la carga), fueron construidas al lado de la unión entre el Canal y el Bassin Saint-Pierre, creando un fuerte contraste con los almacenes en desuso.